# Stierberg (Obertaufkirchen)
Stierberg ist ein Gemeindeteil der Gemeinde Obertaufkirchen im oberbayerischen Landkreis Mühldorf am Inn.

## Lage
Das Dorf Stierberg liegt knapp einen Kilometer südlich der Autobahnausfahrt 16 (Schwindegg) der Bundesautobahn A 94. Die nächstgelegenen größeren Städte sind im Osten die Kreisstadt Mühldorf am Inn rund 21 km entfernt, im Westnordwesten Dorfen 12 km entfernt, im Nordnordwesten Landshut 46 km entfernt sowie im Westsüdwesten die Landeshauptstadt München mit einer Entfernung von 58 km.

## Pater-Rupert-Mayer-Kapelle

### Gebäude
Die  Pater-Rupert-Mayer-Kapelle ist ein Neubau. Sie ist dem seligen Rupert Mayer und dem heiligen Sebastian geweiht. Als der Schützenverein 1987 sein 75-jähriges Gründungsfest feierte, wurde darüber diskutiert, welches Motiv auf der Fahne gezeigt werden solle. Dabei wurde berichtet, dass in Stierberg früher eine baufällige Holzkapelle gestanden hatte, die dem heiligen Sebastian geweiht war und um 1900 wegen Baufälligkeit abgebrochen wurde.
Die Kapelle wurde von der Bevölkerung des Ortes Stierberg in Eigenleistung und durch Materialspenden des Ortes Stierberg nach Plänen des ortsansässigen Architekten Andreas Maier gebaut, nachdem ein zufällig beim Schützenfest anwesender unbekannter Spender eine Geldspende von 500 DM auf den Tisch gelegt hatte und die Anwesenden somit verpflichtete, eine neue Kapelle zu bauen. Die ehrenamtliche Arbeit hat den Ort zusammengeschweißt, lediglich für die Fassung der Figuren und die Malereien wurde ein Kirchenmaler beauftragt.

### Figuren
Die ursprünglich in der Stierberger Holzkapelle aufgestellte Figur des heiligen Sebastian war einen damaligen Kaplan als Geschenk gegeben worden und war in verwittertem Zustand noch am Giebel eines Bauernhauses auf dem Bauernhof eines Großneffen dieses Kaplans in der Nähe von Bad Aibling erhalten und wurde den Stierbergern wieder zur Verfügung gestellt.
Die Statue der Madonna, die früher einmal in der Friedhofskapelle von Obertaufkirchen stand, hat damalige Pfarrer Hermann Josef Egerer (* 7. August 1925 in Hohendorf, Egerland; † 13. Oktober 1995 in Mühldorf am Inn) gestiftet. Er wies darauf hin, dass die Seligsprechung von Pater Rupert Mayer bevorstehe, und schlug daher vor, eine Rupert-Mayer-Kapelle zu bauen.
Die Statue des Paters besteht aus dem Torso einer gespendeten Statue des Heiligen Aloisius, deren Kopf abgenommen und durch den neu geschnitzten Kopf des Paters ersetzt wurde.

## Brauerei Stierberg

Brauereikomplex Stierberg: links das Wohnhaus der Inhaber, mittig das Sudhaus, rechts die Brauereigaststätte

In der Brauerei Stierberg wird seit 1908 Bier gebraut. Es wird vor Ort in einem 2018 errichten Neubau der Brauereigaststätte ausgeschenkt, die bayerische Küche anbietet.
Michael Kammhuber begann 1908, in Stierberg Bier zu brauen, und vererbte die Brauerei nach seinem plötzlichen Tod 1919 an seinen Sohn Georg Kammhuber. 1993 wurde ein neuer, 136 m tiefer Brunnen für die Gewinnung des Brauwassers gebohrt, und von 1998 bis 2000 wurden das Sudhaus umgebaut und das Malzlager, Gär- und Lagerkeller sowie die Füllerei abgerissen und neu errichtet, um sie mithilfe einer elektronischen Steuerung auf den neusten Stand der Technik zu bringen.

## Orts- und Bevölkerungsentwicklung
1831 führte das Topo-geographisch-statistische Lexicon vom Königreiche Bayern den „Weiler und Parochialort“ Stierberg mit sechs Häusern und 28 Einwohnern auf.  Das Amtliche Ortsverzeichnis 1877 verzeichnete auf Basis der Volkszählung 1871 in 14 Gebäuden 53 Einwohner, drei Pferde und 41 Rinder. Spätere Ortsverzeichnisse gaben 86 (1925), 93 (1950) und 85 (1970) Einwohner an. Im Mai 1987 gab es noch 63 Einwohner in 19 Wohngebäuden.
| Jahr      | 1831 | 1871 | 1925 | 1950 | 1970 | 1987 |
| Einwohner | 28   | 53   | 86   | 93   | 85   | 63   |

## Vereine
Ins amtliche Vereinsregister sind folgende Vereine eingetragen:
- Burschenverein Stierberg
- Imkerverein Stierberg
- Schützenverein „Grüne Eiche“ Stierberg e. V.